# Hans Cauer (Chemiker)

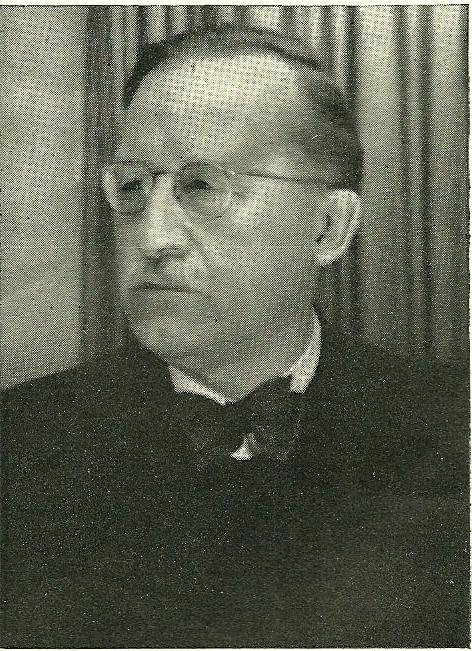
Hans Cauer

Hans Cauer (* 7. Juli 1899 in Kreuznach; † 18. Januar 1962 in Berlin) war ein deutscher Chemiker. Seine Forschungsschwerpunkte waren die Einwirkung von Spurenstoffen auf den menschlichen Organismus und die Chemische Klimatologie, als deren Begründer er angesehen werden darf.

## Leben und Wirken
Hans Cauer war einziger Sohn des Bildhauers Hugo Cauer, des Schöpfers bedeutender Bildhauerwerke. Die Familie Cauer hat über Generationen namhafte Bildhauer und Maler hervorgebracht.
Nach Kriegsdienst und Gefangenschaft nahm Cauer 1921 das Studium an der Landwirtschaftlichen Hochschule Weihenstephan auf und setzte dieses später an der Universität Gießen fort, wo er 1923 die Diplomprüfung für Landwirtschaften ablegte. Im Anschluss studierte er Chemie, Physik und physikalische Chemie. Den Abschluss bildete die Promotion zum Dr. phil. im Jahre 1929. Als Doktorand bearbeitete er die Einwirkung von Spurenstoffen auf den menschlichen Organismus.
Er forschte über die Beziehungen zwischen Iodvorkommen und dem Auftreten von Kropf, diese Forschungen führten ihn quer durch Europa. Er war an vielen Universitäten und anderen wissenschaftlichen Instituten zuhause.
Aus diesen Arbeiten entstand schließlich ein neuer Forschungszweig, die „Chemische Klimatologie“, als deren Begründer Cauer gilt. Er forschte zunächst am Kerckhoff-Institut in Bad Nauheim und später als Chemierat in Berlin. Er entwickelte mikrochemische Nachweismethoden zur Analyse des atmosphärischen Aerosols und gasförmiger Spurenstoffe. Diese Verfahren erlaubten quantitative Bestimmungen von Wirkstoffkonzentrationen und damit die biologische Beurteilung verschiedener Komponenten atmosphärischer Schwebstoffe. Kurz vor dem Zweiten Weltkrieg wurde Hans Cauer der Emil-Bastian-Preis für seine bäderwissenschaftliche Forschungen verliehen.
Während des Zweiten Weltkriegs wurden die Ergebnisse der Forschungsarbeiten Cauers für praktische Zwecke, wie die Klimatisierung von Unterseebooten oder die Entwicklung von Atemfiltern, genutzt. Seinen Erfindungen verdankte der U-Boot-Bau die Entgiftung und Entgasung der U-Boot-Luft und ermöglichte dadurch längere Tauchzeiten. Diese Verfahren wurden nach dem Krieg von der US-Marine übernommen und in deren Flotte eingesetzt. Dafür wurde ihm von den Amerikanern 1948 offiziell gedankt.
Mithilfe der Amerikaner konnte Cauer seine wissenschaftlichen Arbeiten nach dem Krieg in Bayern fortsetzen, wo er seine Forschungen auf ungeklärte Fragen zum atmosphärischen Ozon und auf Grundlagen luftchemischer Untersuchungen ausdehnte. Dies war von besonderer Bedeutung, da die Emission anthropogener und industrieller Aerosole stark zunahmen. Anfang der 1950er-Jahre erforschte Cauer die Kluterthöhle bei Ennepetal eingehend und wies auf ihre therapeutische Verwendbarkeit hin. In diesem Zusammenhang machte er auf die Aerosol-Inhalation aufmerksam und stellte seine Kenntnisse in den Dienst der Bekämpfung und Verhütung der Silikose. Er führte als Leiter der Forschungsstätte für Luft- und Aerosolchemie in Bochum lufthygienische Untersuchungen durch. Auf der Zeche Hannibal in Bochum wurde Cauer ein Forschungslaboratorium und große Versuchsanlagen zur Verfügung gestellt. Es war sein besonderes Verdienst, dass die Staublungenerkrankten (Silikotiker) damals oft für viele Monate ihre Beschwerden verloren, sie gebessert wurden oder ihre Krankheit zum Stillstand gebracht werden konnte.
In seinen letzten Jahren kehrte er nach Berlin zurück, wo er im Auftrag des Max-Planck-Instituts bis zu seinem plötzlichen Tod an vergleichenden Untersuchungen über die Radioaktivität und Rückstandsmengen in Areosolkondensaten forschte.

## Publikationen
- Bericht von Untersuchungen über den Jodgehalt der Luft im Hochgebirge (Hoher Sonnblick) 3106 m. XXXIX. Jahresber. d. Sonnblickvereins, Wien, S. 17–20 (1930).
- Das Jod der Luft im Hochgebirge. XL. Jahresbericht d. Sonnblickvereins, Wien, S. 20–27 (1931).
- Über das Jod der Luft, Chemismus, Transport und bioklimatische Bedeutung. Z. Physik. Ther.43, 3: 135-147 (1932).
- Kontrolle und Normung von Inhalatorien auf Grund von Luftanalysen. Z. f. Kurortwissenschaft 2: 309 (1932/33).
- Das Jod der Luft, sein chemisches Verhalten und seine bioklimatische Bedeutung. R. Schoetz, Berlin (1933).
- Veränderlichkeiten in der Zusammensetzung der atmosphärischen Luft. Vortrag 4. Februar 1933. Jahresber. d. Physik.	Vereins	Frankfurt/Main	(1933).
- Chemische Klimatologie. Der Balneologe 1, 5: 242-245 (1934).
- Entnahmeapparatur für chemisch-klimatische und technische Luftuntersuchungen. Z. Analyt. Chemie 103, 5/6: 166-180 (1935).
- Bestimmung des Gesamtoxydationswertes, des Nitrits, des Ozons und des Gesamtchlorgehaltes roher und vergifteter Luft. Z. Analyt. Chemie 103, 9/10: 321-334 und 11/12: 385-416 (1935).
- Bestimmung des Jods der Luft. Z. Analyt. Chemie 104, 5/6: 161-169 (1936).
- Chemisch-bioklimatische Studien in der Hohen Tatra und ihrem Vorland. Der Balneologe 3, 1: 7-23 (1936).
- Die Beschaffenheit der Luft in der Nähe von Gradierwerken. Der Balneologe 3, 12: 555-561 (1936).
- Versuche über die Beeinflussung des Oxydationswertes der Luft durch künstliche Zerstäubung. Der Balneologe 4, 5: 209-214 (1937).
- Möglichkeiten und Wege zum Studium chemisch bioklimatischer Fragen. Der Balneologe 4, 6: 286-292 (1937).
- Chemisch-bioklimatische Studien in der Bretagne (Beeinflussung des mitteleuropäischen Jod- milieus durch die bretonische Jodindustrie auf dem Wege der Luft). Biochemische Zeitschrift 292,1/2: 116-140 (1937).
- Chemisch-bioklimatische Studien im Glatzer Bergland. Der Balneologe 4, 12: 545-565 (1937).
- Chemisch-bioklimatische Studien in der Bretagne. (U. Mitteilung). Biochem Z. 299: 69-91 (1938).
- Einiges über den Einfluss des Meeres auf den Chemismus der Luft. Der Balneologe 5, 9: 409- 415 (1938).
- zus. mit E. Quitman n: Verfahren zur chemischen Analyse der Nebelkerne der Luft. Z. Analyt. Chemie 116, 3/4: 81 (1939).
- Biologisch wichtige chemische Beimengungen der Luft. Organismen und Umwelt, S. 158–165, Verlag Steinkopff, Dresden (1939).
- Öl und ölartige Bestandteile in der Luft. Angewandte Chemie 53: 171-172 (1940).
- Chemische Studien über die Bedeutung der Gesteinsstaubteilchen als Sublimationskerne in der freien Atmosphäre. Bioklimatische Beiblätter 3/4: 90-92 (1941).
- zus. mit G. Cauer: Studien über den Chemismus der Nebelkerne in Oberschreiberhau. Der Balneologe 8, 12: 345-353 (1941).
- zus. mit G. Cauer: Die Bestimmung des Magnesiums in den Nebelkernen. Z. Analyt. Chemie 124, 3/4: 80-85 (1942).
- zus. mit G. Cauer: Das Magnesiumchlorid der Nebelkerne. Der Balneologe 9, 10: 301-309 (1942).
- Der pH-Wert der Nebelkerne und das Ozon bodennaher Luft. Schriftenr. d. Dtsch. Bäderverb. 2: 1-7 (1948).
- Chemie der Atmosphäre. Naturforsch. u. Med. i. Deutschland. B. 19,277-291, von 1939 bis 1946, Verlag Dietrich, Wiesbaden (1949).
- Chemical Climatology of the trace substances in the air of submarines. U-Bootmonographie, Washington (1949).
- Trace substances of exhaled air. U-Bootmonographie, Washington (1949).
- Ergebnisse chemisch-meteorologischer Forschung. Arch. d. Meteorologie, Geophys. u. Bioklimat.Serie B I, 3/4: 221-256 (1949).
- Grippe und Chemie der Luft. Grenzgebiete d. Med. 2, 6: 240-244 (1949).
- Allergie und Chemie der Luft. Ber. Ärztefortbildungskursus, Bad Salzuflen (1949).
- Chemisch-bioklimatische Studien in Königstein im Taunus. Arch. Physik. Ther. 1, 2: 87-102 (1949).
- Chemische Spurenstoffe in der Hochgebirgsluft und an der Nordseeküste. Arch. Phys. Ther. 3, 1: 42-45 (1951) und Auszug im Schriftenr. Dtsch. Bäderver. Heft 7 (1950).
- Chemische Studien über elektrisch geladenen Spray des Wiesbadener Kochbrunnens. Uralte Heilkraft, Wiesbaden (1951).
- Some problems of atmospheric chemistry. Compendium of Meteorology, Boston 1126-1136 (1951).
- zus. mit N. Neymann: Die Inhalieranlage nach Barthel-Küster auf der Zeche Hannibal und die Inhalierung von Calciumsole gegen Silikosebeschwerden. Arch. Physik. Ther. 4, 3: 243-255 (1952) und Bergmännische Z. "Glückauf" 87,43/44:1011-1017 (1951).
- Physiko-chemische Grundlagen der Aerosoltherapie. Keramische Zeitschr. 4, 5: (1952).
- zus. mit N. Neymann: Neue Untersuchungen auf dem Gebiet der Elektro-Aerosol-Inhalation. Staub H. 33: 273-307 (1953).
- Chemisch-meteorologische und chemisch-klimatische Untersuchungen auf dem Gebiet der Luft- hygiene. Förderung der angewandten Forschung durch die Fraunhofer-Gesellschaft, München, S. 30–32 (1953).
- Physiko-chemische Eigenschaften natürlicher und künstlicher Aerosole. Die Staublungenerkrankungen 2: 340-351 (1954).
- Physiko-chemische Vorgänge bei der Kondensation von Wasserdampf in der freien Atmosphäre. Geofisica pura e applicata, Milano, Vol. 28, S. 199–207 (1954).
- Chemisch-physikalische Beobachtungen beim Auftreten des Lenardeffektes. Schwebstoff technische Arbeitstagung Mainz, S. 32-, 33 (1954). Als Manuskript veröffentlicht durch 1. Phys. Inst. d. Univ. Mainz.
- Großdüsen zur Nebelerzeugung für Inhalatorien und Staubbekämpfung. Beispiele angewandter Forschung. Fraunhofer-Ges. z. Förderung d. angew. Forsch. S. 31–36, München (1955).
- Forschungsarbeiten auf dem Gebiet der Aerosoltechnik und Luftchemie in der Forschungsstätte Hannibal. Z. Aerosol-Forsch. u. Ther. 4, 2: 147-157 (1955).
- Über den Chemismus der Atemluft während der Inhalation, insbesondere der Elektro-Inhalation. Z. Aerosol-Forsch. u. -Ther. 4, 4: 310-347 (1955).
- Die pH-Werte von Aerosolen und Niederschlägen und ihre lufthygienische und bioklimatische Indikatorbedeutung. Z. Aerosol-Forsch. u. -Ther. 5, 6: 459-508 (1956).6
- Bioklimatische Bedeutung von Elektroaerosolen. Vortr. a. Pariser Tagung d. Intern. Soc. of bioclimatology 1956. 2. Aerosol-Forsch. u. -Ther. 7, 3: 224-232 (1958).
- Bioklimatische Bedeutung und Erfassung von potentiellen Aerosolen. Vortrag 2. Aerosol-Kongreß Bad Lippspringe. Ztsch. Aerosol-Forsch. u. -Ther. 7, 1: 35-47 (1958).
- Bioklimatische Bedeutung potentieller Aerosole. Vortrag a. Wiener Tagung d. Intern. Soc. of Bioclimatologr 1957. Bundesgesundheitsblatt	11: 168-169 (1958).
- zus. mit Holzapfel, Hesse, Reiter: Über das Vorkommen molybdataktiver Kieselsäure in natürlichen Aerosolen. Die Naturwissenschaften 45, 7: 160 (1958).
- zus. mit Holzapfel, Reiter: über den Nachweis erhöhter Radioaktivität in Aerosolkondensaten. Die Naturwissenschaften 45, 7: 158-160 (1958).
- zus. mit Holzapfel, Hesse, Reiter: Vergleichende Untersuchungen über die Radioaktivität und Rückstandsmenge in Aerosolkondensaten. Atomkernenergie 4, 3: 107-111 (1959).
- zus. mit Holzapfel, Hesse, Reiter: Vergleichende Untersuchung einiger chemisch nachweisbarer Verunreinigungen in Aerosolkondensaten entnommen in Berlin-Dahlem, Bochum, Norderney und Farchant. Z. Aerosol-Forsch. u. -Ther.8, 2: 174-201 (1959).
- Die biologische Bedeutung von Reaktionsmechanismen der Schwebstoffe und Gase in Industrieluft. Vortrag gehalten auf	dem 4. Aerosol-Kongreß Bad Lippspringe (1961)
- Fortschritte der biologischen Aerosol-Forschung in den Jahren 1957-1961, F.-K. Schattauer-Verlag, Stuttgart, S. 275–282.
- Luftreinhaltungskontrollen chemisch bioklimatisch gesehen. Gesundheitsblatt 26: 410-413 (1960).
- Die Bedeutung der Luftreinheitskontrollen für die bioklimatische Forschung. Vortrag a. d. Tagung in Braunlage 1961. Heilbad und Kurort 8 (1961).